# Елей
Еле́й (др.-евр. שמן ‬, др.-греч. ἔλαιον — «оливковое масло») — 1) растительное (оливковое) масло; 2) в христианской церкви одно из веществ таинств, используемое в важнейших богослужебных чинах и наделяемое богатым символическим значением; Благодать Святого Духа (Послание апостола Павла к Евреям, гл. 1, стих 9). В Ветхом Завете упоминается как «оливковое масло» 192 раза, а в значении «свежеприготовленное масло» — 21 раз.
Употреблялся в Древнем мире как источник жиров, в лечебных и косметических целях, а также служил горючим веществом для лампад. Использовался в обрядах помазания царей у древних хетов, высших чиновников и жрецов в Египте, а в Ассирии и Вавилоне помазание елеем означало заключение договора.
Елей (оливковое масло) применялся с древних времён как в пищу, так и для ухода за кожей. Иногда его смешивали с вином или с особыми ароматическими веществами. Впервые в Библии масличная ветвь в клюве голубя упоминается как символ примирения человека с Богом после Всемирного потопа:

И помедлил еще семь дней других и опять выпустил голубя из ковчега. Голубь возвратился к нему в вечернее время, и вот, свежий масличный лист во рту у него, и Ной узнал, что вода сошла с земли.
— Быт. 8:10—11
Елей, наряду с баранами и хлебными приношениями, также приносился в жертву:

Вот что будешь ты приносить на жертвеннике: двух агнцев однолетних каждый день постоянно, одного агнца приноси поутру, а другого агнца приноси вечером, и десятую [часть ефы] пшеничной муки, смешанной с четвертью гина битого елея, а для возлияния четверть гина вина, для одного агнца; другого агнца приноси вечером: с мучным даром, подобным утреннему, и с таким же возлиянием приноси его в благоухание приятное, в жертву Господу.
— Исх. 29:38—41
В Книге Притчей, косвенным образом, затрагивается тема использования ароматных масел вне богослужебной практики:

Масть и курение радуют сердце; так сладок [всякому] друг сердечным советом своим.
— Прит. 27:9
В Древней Греции оливковое масло считалось показателем богатства и плодородия. Из ветвей оливковых деревьев плели венки и надевали их на голову по случаю праздников. В Христианстве елей, как жертвоприношение Богу, стали сжигать в лампадах перед иконами, а также его использовать для елеопомазания, соборования и литии. Образ масла как символа Божьей милости (греч. έλεος — «милость» созвучна греч. έλαιο — «масло») часто встречается в Священном Писании:

Самарянин же некто, проезжая, нашел на него и, увидев его, сжалился и, подойдя, перевязал ему раны, возливая масло и вино; и, посадив его на своего осла, привез его в гостиницу и позаботился о нем;
— Лк. 10:33—34

Болен ли кто из вас, пусть призовет пресвитеров Церкви, и пусть помолятся над ним, помазав его елеем во имя Господне. И молитва веры исцелит болящего, и восставит его Господь; и если он соделал грехи, простятся ему.
— Иак. 5:14—15
В Православии особо приготовленное и освящённое патриархом или иным предстоятелем Поместной церкви оливковое масло, соединённое с виноградным вином и ароматическими растениями, называется «Святое Миро». Оно используется в особых случаях:
1. им помазуются все принимающие таинство миропомазания,
2. им мажут присоединяемых к Церкви прежних последователей тех христианских течений, чьё священство не признаётся Православием,
3. им помазывают крещенных ранее, например, в детстве, но по каким-либо причинам свернувших с пути Божьего,
4. святым миром мажут мощи христианских мучеников, вкладываемые в антиминс, а также престол и стены храма при его освящении,
5. миром мазали православных царей и цариц при их коронации.

Необходимость восстановления в церковном членстве соответствует необходимости в духовном исцелении, что сопровождается елеопомазанием. Елеосвящение (Соборование) — одно из семи таинств, заключающееся в помазании тела освящённым елеем, служащее, по учению православной и католической церквей, духовным врачеванием телесных недугов, а также дарующее больному оставление грехов, в которых он не успел раскаяться. Таинство Елеосвящения стало проводиться с апостольских времён (Евангелие от Марка, гл. 6: 13; Послание Иакова, гл. 5:14—15). Елей (оливковое масло) в таинстве знаменует милость Божию, а добавляемое в него в небольшом количестве вино — искупительную Кровь Спасителя. Оставшееся после Соборования освящённое масло, называется соборным, впоследствии можно использовать с верой и молитвой для врачевания телесных и душевных недугов. В старом значении елей — это русское название оливкового масла, употреблявшееся до конца XIX века. Оно объединяло два сорта оливкового масла — высший, называемый прованским, и низший — деревянное масло. Также в русском языке сформировалось понятие: «лить елей», то есть льстить. Это аллюзия на ритуал «помазания» особым маслом (елеем), который был частью церемонии, проводившейся в древности при возведении царей Израиля на престол и посвящении первосвященников в сан.
Помазание освящённым елеем существует и в других христианских конфессиях, например, во время конфирмации. Некоторые реформатские церкви придают более практическое значение использованию елейных масел (ободрение болящих, антисептическое свойство, укрепление веры), нежели традиционная православная церковь, в которой использование масел принимает статус Таинств. Однако такой практический подход в среде православных реформатов не исключает духовного значения использования масел с благовониями для умилостивления Господа Бога, его возвеличивания и прославления. Служители церкви перед совершением литургии со святым Причастием протирают открытые от облачения части тела благовонными маслами.